# Диденко, Надежда Викторовна
Наде́жда Викторовна Диде́нко (укр. Надія Вікторівна Діденко; род. 7 марта 1986, Ивано-Франковск) — украинская спортсменка по фристайлу. Член сборной Украины на зимних Олимпийских играх 2014 года. Мастер спорта Украины.

## Биография
Окончила Ивано-Франковский колледж физического воспитания и Львовский национальный университет физической культуры. 
В 2004 году стала чемпионкой Украины, а на Кубке Европы завоевала 4-е место. Принимала участие в Олимпийских играх в Турине в 2006 году, в Ванкувере в 2010 году и в Сочи в 2014 году. На Кубке мира 2013 года в Буковеле завоевала серебряную медаль.